# Ют

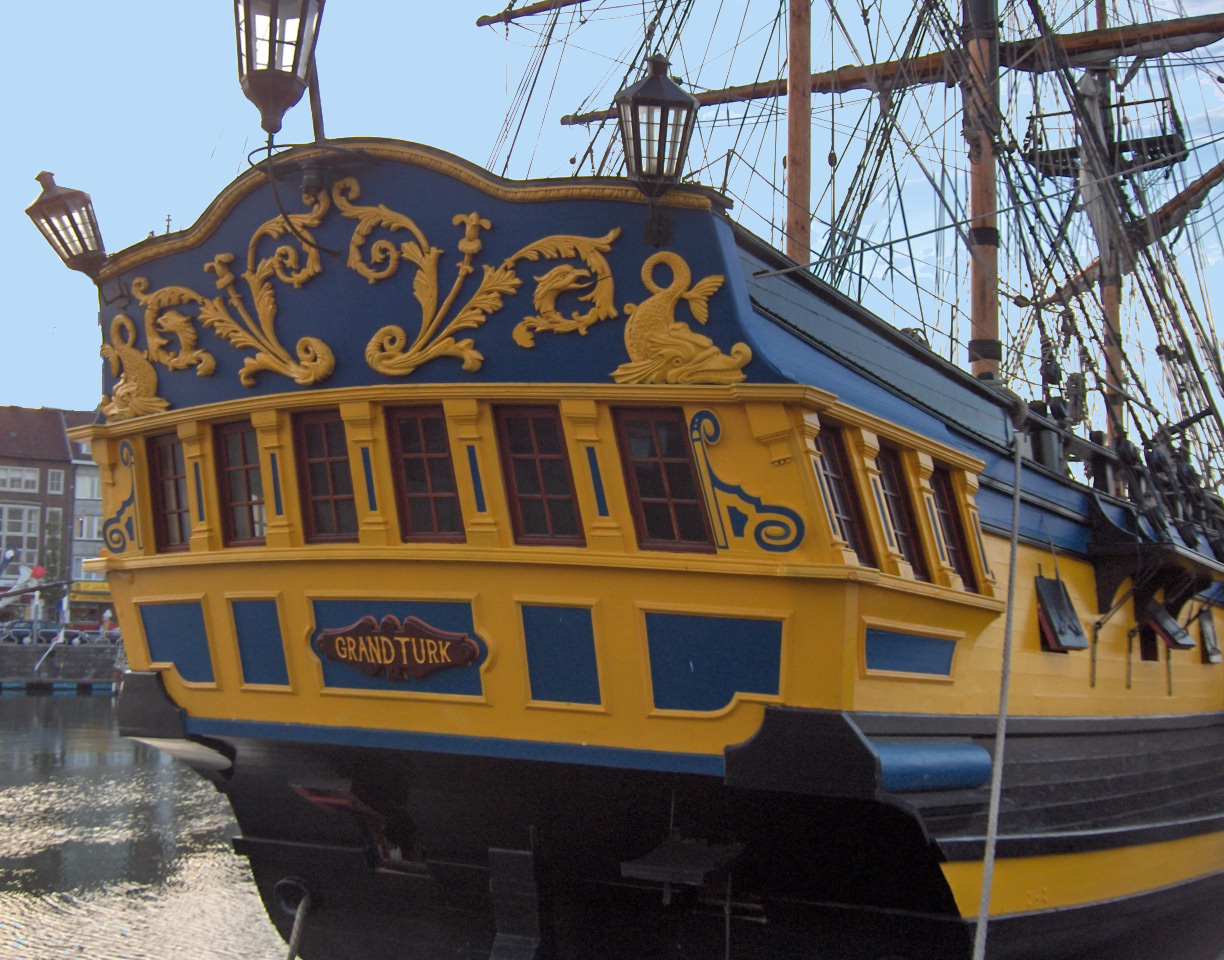
Кормовая часть фрегата Grand Turk, верхняя часть палубы — ют

Ют (устар. гют, от нидерл. hut — «ют, каюта») — часть судна.

## Описание
Под словом «ют» обычно понимают кормовую надстройку судна или кормовую часть верхней палубы. Ют, частично утопленный в корпус судна, называют «полуютом». Старинное название шканцев и юта — «ахтерзейль-кастель».
Ют, как надстройка, может быть удлинённым или коротким. В нём располагаются грузовые помещения, каюты для экипажа и пассажиров или служебные помещения, а также элементы кормовых швартовного и якорного устройств.
На парусных судах ют, как часть палубы, выделяли от кормы до бизань-мачты (кормовой мачты). Ют, как надстройка в этой части палубы, служил для укрытия рулевого устройства и рулевого от непогоды, а также для размещения кают капитана и его помощников.
На современных крупных судах вместо юта устраивают кормовую рубку.
В юте на однопалубных судах может быть размещён твиндек (межпалубное пространство).